# Zhu Ting (voleibolista)
Zhu Ting (em chinês:  朱婷; 29 de novembro de 1994) é uma voleibolista profissional chinesa, campeã olímpica. Zhu é capaz de atingir 3,28 metros do chão quando ataca. Ela é medalhista de ouro nos Jogos Olímpicos de 2016. Ela é a jogadora de voleibol profissional mais bem paga do mundo, na temporada 2018-2019.

## Carreira
Nascida em uma família de camponeses na província de Henan, Zhu tem quatro irmãs. Devido ao baixo nível de renda de sua família, Zhu chegou perto de abandonar a escola e sair de casa para trabalhar e ajudar o pai. Felizmente, ela conseguiu terminar os estudos.
Em pouco tempo, a menina que se destacou entre seus colegas com mais de 1,79 cm de altura aos 12 anos, foi recomendada pela professora para a escola de esportes de sua cidade e, desde então, embarcou no caminho do aprendizado e da prática do voleibol. Esse foi o começo da carreira de voleibol de Zhu. Depois de ganhar essa chance, Zhu estava determinada a se sair bem em sua nova escola. No entanto, ela sentiu terrivelmente saudades de casa a princípio; ela disse ao pai que só aguentaria uma semana e depois voltaria.
Felizmente, Zhu não cumpriu sua ameaça. Em vez disso, com sua vantagem física e grande resiliência, a jovem avançou passo a passo na equipe juvenil provincial para a equipe juvenil nacional e, finalmente, brilhou no cenário mundial e gozou de uma honra apenas concedida a poucos: jogar na seleção nacional chinesa.
O treinador de Zhu na equipe juvenil da província, Zhan Haigen, disse que talento e trabalho duro são responsáveis pelo grande sucesso de Zhu. Lang Ping, treinadora da equipe nacional, também disse que não há jogador tão talentoso no vôlei feminino chinês há muitos anos.
Ela foi aclamada pela mídia como sucessora de Lang Ping, ex-jogadora lendária que levou a equipe nacional a reivindicar ouro contra os Estados Unidos nos Jogos Olímpicos de Los Angeles de 1984 e contribuiu para vencer o Campeonato Mundial em 1982, bem como a Copa do Mundo. títulos em 1981 e 1985.

### Seleção nacional juvenil
Depois de treinar profissionalmente por dois anos, Zhu foi selecionada para integrar a equipe nacional chinesa de juniores em 2010. Ela participou do Campeonato Mundial Sub-18 FIVB 2011 e ganhou medalha de prata com a equipe. Em 2012, ela ingressou na equipe Sub-20 e ganhou o título de campeã do Campeonato Asiático de Voleibol Feminino de 2012 , e recebeu o título de MVP pela primeira vez. Em 2013, ela continuou a representar a equipe nacional da China Sub-20 e ingressou no Campeonato Mundial Sub-20 Feminino de Voleibol FIVB 2013, ajudando a equipe a vencer o campeonato. Continuando com um alto padrão de desempenho, ela acabou sendo premiada com o MVP, Melhor Ponteira e Maior Pontuadora do Torneio.

### Seleção adulta

#### 2013
Após o fracasso da equipe chinesa nas Olimpíadas de Londres e sob o comando de Lang Ping dando início ao processo de renovação, Zhu foi convocada para participar do Montreux Volley Masters e, embora a equipe chinesa tenha terminado em sexto lugar, foi premiada como a melhor pontuadora do torneio .No Grand Prix de 2013, o desempenho de Zhu surpreendeu e atraiu muita atenção do público. a China ficou com o vice-campeonato e Zhu a premiação de Melhor Ponteira do Campeonato.

#### 2014
No Campeonato Mundial FIVB 2014, foi a principal figura da equipe que ganhou a medalha de prata , o melhor resultado da equipe em 16 anos , na final, a equipe chinesa perdeu para os Estados Unidos por 3 sets a 1. No torneio, ela foi premiada como a maior pontuadora e a melhor atacante da competição, já despontando como uma das maiores promessas do voleibol com apenas 19 anos.

#### 2015
Na Copa do Mundo Voleibol 2015, a Seleção da China ganhou sua quarta medalha de ouro do torneio e seu primeiro título mundial desde os Jogos Olímpicos de Atenas, em 2004 . No torneio, ela foi premiada como a MVP (jogadora mais valiosa) e se tornou a terceira jogadora de uma equipe chinesa a obter esse prêmio depois de Sun Jinfang e Lang Ping.

#### 2016
Nos Jogos Olímpicos do Rio de Janeiro 2016 a equipe chinesa foi considerada uma das favoritas para ganhar a medalha de ouro depois de vencer a Copa do Mundo no ano passado. No entanto, a equipe teve um desempenho insatisfatório na fase preliminar, se classificando com dificuldades para a fase seguinte. No entanto, o desempenho de Zhu foi determinante nas quartas de final ao eliminar em pleno Maracanãzinho a anfitriã e atual bicampeã olímpica seleção brasileira, saindo com 26 pontos na ocasião. Na semifinal, outro grande desempenho ao marcar 33 pontos na vitória por 3 sets a 1 contra a Holanda. Na grande final, a China venceu a equipe da Sérvia por 3 a 1 e conquistou sua terceira medalha de ouro nos Jogos Olímpicos e a primeira desde 2004. Zhu Ting foi premiada com o MVP e a Melhor Ponteira Atacante do torneio. Ela se tornou a terceira jogadora chinesa a ser premiada como MVP nas Olimpíadas depois de Lang Ping e Feng Kun.

#### 2017
Ela foi contratada para jogar na liga turca no clube profissional Vakıfbank, onde se tornou a jogadora mais jovem da China a ser contratada fora da Liga Chinesa de Voleibol. Além de seu desempenho e potencial, Lang Ping desempenhou um papel crucial na obtenção do acordo com o clube turco. "Acho que jogadores de um nível como Zhu Ting devem competir no exterior e trocar experiência com colegas estrangeiros. As estratégias mais sofisticadas do mundo estão lá, com muitos jogadores de elite reunidos em um time", explicou ela.
Ela começou seu primeiro ano na liga turca no Campeonato Mundial de Clubes Feminino de Voleibol da FIVB 2016 e, embora sua equipe tenha terminado em bronze, ela foi premiada como a melhor ponteira do torneio.
Em sua primeira temporada no voleibol europeu, a ponteira chinesa, de 22 anos de idade, conduziu a equipe turca ao terceiro título continental de sua história e ganhou o prêmio de melhor jogadora das finais – honraria que já coube, noutras temporadas, a jogadoras do naipe da italiana Francesca Piccinini, da sul-coreana Kim Yeon Koung e da russa Ekaterina Gamova.
Renova contrato com o VakifBank por 1,3 milhão de euros, se tornando a atleta de voleibol mais bem paga do mundo.

#### 2018
Em março, o VakıfBank venceu o Galatasaray na Semifinal da Liga Turca Feminina de Vôlei de 2017-18 . Zhu marcou 33 pontos no segundo jogo  para ajudar a equipe a entrar na final. Em abril, o VakıfBank venceu o Voléro Zürich no Playoff 6 da Liga dos Campeões da CEV de 2017/18 . Zhu marcou 21 pontos no jogo de volta para ajudar a equipe a entrar no Final Four do torneio.
Em abril, o Vakifbank venceu o Eczacıbaşı VitrA na final da Liga Turca de Vôlei Feminino de 2017-18, com uma pontuação geral de 3:2 e conquistou o título do campeonato. Zhu foi a maior pontuadora da equipe. Significativamente, na última rodada da partida, Zhu marcou 20 pontos com uma taxa de sucesso de ataque de 68%, extremamente alta mesmo entre os melhores atacantes. Com este título, Zhu venceu com sucesso o primeiro campeonato nacional da liga em sua carreira. Ao mesmo tempo, Zhu também recebeu o prêmio MVP.
Em maio, o Vakifbank venceu o clube italiano Conegliano Imoco Volley e o clube romeno CSM Volei Alba Blaj na Semifinal e Final da Liga dos Campeões CEV 2017/18, o o 4º título do clube. Zhu marcou 24 pontos e 15 pontos nos dois jogos finais e recebeu o prêmio de Melhor Ponteira.
O VakifBank varreu todos os títulos do campeonato da temporada 2017-2018. Com isso, Zhu entra na história como a única jogadora de vôlei do mundo que conquistou títulos de campeonatos, além de prêmios de MVP em competições de clubes de todos os níveis, incluindo os nacionais, regionais e mundiais.
Em julho, Zhu retornou à seleção e continuou como jogadora principal. Ela levou a equipe chinesa a uma medalha de bronze na Liga das Nações de 2018 e foi agraciada com o prêmio de Melhor Atacante.
De setembro a outubro, ela levou a equipe chinesa à conquista da medalha de bronze em seu segundo Campeonato Mundial Feminino de Voleibol realizado no Japão. O torneio ficou marcado por um confronto épico entre a chinesa a jovem italiana Paola Egonu nas semifinais. Ela foi novamente agraciada com o prêmio de Melhor Ponteira, sua segunda vez no Campeonato Mundial da FIVB.
Em dezembro, Zhu jogou no Campeonato Mundial de Clubes, realizado em Zhejiang, China. Com apoio esmagador de seus compatriotas, ela levou o Vakifbank a uma vitória retumbante, derrotando dois clubes brasileiros Praia Clube e Minas Tênis Clube nas semifinais e final. Mais uma vez, ela recebeu o prêmio MVP do torneio e o prêmio de Melhor Atacante.

#### 2019

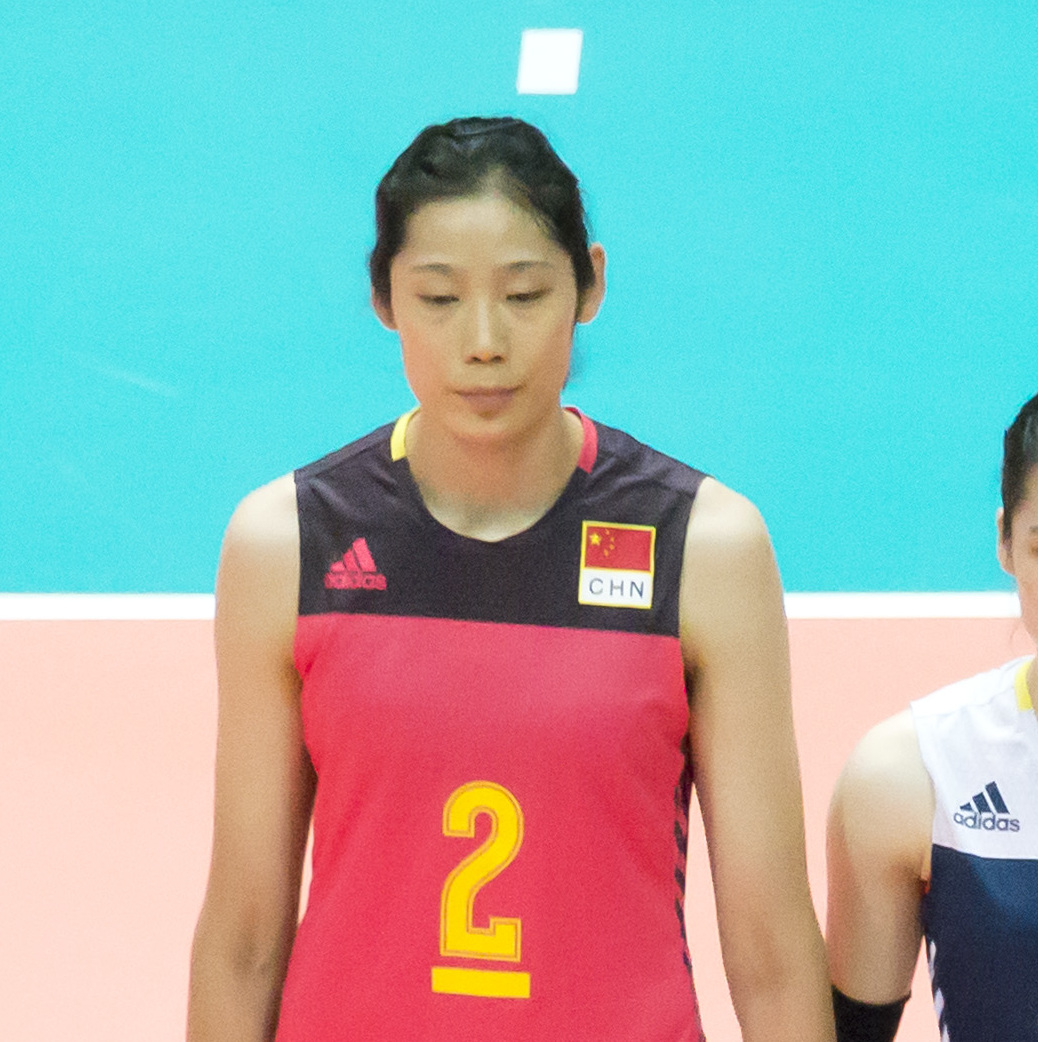
Zhu Ting na seleção chinesa

Em março, o Vakifbank venceu o clube russo Dínamo de Moscou na segunda rodada das quartas-de-final da Liga dos Campeões Feminina de 2018/19 da CEV , Zhu marcou 17 pontos com mais de 60% de taxa de sucesso de ataque, o que ajudou a equipe a entrar nas semifinais.
De abril a maio, o Vakifbank venceu o Eczacıbaşı VitrA novamente na final da Liga Turca de Vôlei Feminino 2018-19, com uma pontuação geral de 3:2, e venceu o título do campeonato. Nos 5 jogos das finais, Zhu marcou 106 pontos de ataque com 50% de taxa de ataque bem sucedido, e ganhou novamente o prêmio de MVP do torneio.
Em 7 de maio, Zhu e Vakifbank anunciaram que Zhu deixará a equipe temporariamente, enquanto ela precisa se concentrar no treinamento com a equipe nacional para os Jogos Olímpicos de Tóquio 2020 por regra da Federação Chinesa. Zhu retorna à liga chinesa para jogar no Tianjin e se preparar para os jogos olímpicos de 2020.
Em setembro, Zhu lidera a China a uma campanha sem derrotas na Copa do Mundo de Voleibol, conquistando o ouro de forma invicta e o prêmio de melhor jogadora da competição.

## Prêmios
Seleção Chinesa Juvenil
- Campeonato Mundial Sub-18 2011 - Medalha de prata.
- Campeonato Juvenil da Ásia em 2012 - Medalha de ouro.
- Campeonato Mundial Sub-20 2013 - Medalha de ouro.

Seleção Chinesa Adulta
- Grand Prix de 2013 - Medalha de prata.
- Campeonato Mundial Feminino de Voleibol 2014 - Medalha de prata.
- Campeonato Asiático 2015 - Medalha de ouro.
- Copa do Mundo 2015 - Medalha de ouro.
- Jogos Olímpicos de 2016 - medalha de ouro.
- Copa dos Campeões de 2017 - medalha de ouro
- Liga das Nações de 2018 - medalha de bronze
- Copa Asiática de 2018 - medalha de ouro
- Campeonato Mundial Feminino de Voleibol 2018 - medalha de bronze
- Copa do Mundo de Voleibol Feminino 2019 - medalha de ouro

Prêmios individuais
- Campeonato da Juventude Asiática de 2012 "MVP".
- Campeonato Asiático Juvenil em 2012 "Maior Pontuadora".
- Campeonato Asiático Juvenil em 2012 "Melhor atacante".
- Campeonato Mundial Juvenil FIVB 2013 "MVP".
- Campeonato Mundial FIVB 2014 "Maior Pontuadora"
- Campeonato Mundial FIVB 2014 "Melhor Ponteira"
- Copa do Mundo FIVB 2015 "MVP"
- Jogos Olímpicos de 2016 "Melhor Ponteira"
- Jogos Olímpicos de 2016 "MVP"
- 2016 Campeonato Mundial de Clubes da FIVB "Melhor Ponteira"
- 2016/2017  Liga dos Campeões CEV "MVP"
- 2016/2017 Liga Turca de Vôlei "Melhor Ponteira"
- 2016/2017 Liga Turca de Vôlei "Maior Pontuadora"
- 2017 Campeonato Mundial de Clubes da FIVB "Melhor Ponteira"
- 2017 Campeonato Mundial de Clubes da FIVB "MVP"
- 2017 FIVB Copa dos Campeões "Melhor Ponteira"
- 2017 FIVB Copa dos Campeões "MVP"
- 2017/18  Taça da Turquia "MVP"
- 2017/18 Liga Turca "MVP"
- 2017/18 Liga dos Campeões CEV "Melhor Ponteira"
- 2018 Liga das Nações "Melhor Ponteira"
- 2018 Campeonato Mundial FIVB  "Melhor Ponteira"
- 2018 Campeonato Mundial de Clubes da FIVB "Melhor Ponteira"
- 2018 Campeonato Mundial de Clubes da FIVB "MVP"
- 2018/19 Liga Turca "MVP"
- Copa do Mundo FIVB 2019 "Melhor Ponteira"
- Copa do Mundo FIVB 2019 "MVP"

Clubes
- Campeonato Mundial de Clubes 2013 - Medalha de Bronze, com Guangdong Evergrande
- Campeonato Mundial de Clubes 2016 - Medalha de bronze, com VakıfBank
- Taça da Turquia 2016–2017 - Finalista, com VakıfBank
- Liga dos Campeões CEV 2016–2017 - Campeã, com VakıfBank
- Liga Turca 2016–2017 - Medalha de bronze, com VakıfBank
- Campeonato Mundial de Clubes 2017 - Campeã, com VakıfBank
- Liga dos Campeões CEV  2017–2018 -  Campeã, com VakıfBank
- Taça da Turquia 2017–2018 - Campeã, com VakıfBank
- Liga Turca 2017–2018 - Campeã, com VakıfBank
- Super Copa da Turquia 2018 -  Vice-Campeã, com VakıfBank
- Campeonato Mundial de Clubes 2018 - Campeã, com VakıfBank
- Liga Turca 2018–2019 - Campeã, com VakıfBank

## Clubes
- Henan Volleyball
- Guangdong Evergrande (2012–2013)
- Henan Huawei (2013–2016)
- Vakıfbank Istanbul (2016–2019)
- Tianjin (2019–2020)
- Savino Del Bene Scandicci (2021-2024)
- Imoco Volley Conegliano (2024-2025)